# Pitkäluoto (ö i Birkaland)
Pitkäluoto är en ö i Finland. Den ligger i sjön Ukonselkä och i kommunen Mänttä-Filpula i den ekonomiska regionen  Övre Birkalands ekonomiska region  och landskapet Birkaland, i den södra delen av landet, 220 km norr om huvudstaden Helsingfors. Öns största längd är 50 meter i nord-sydlig riktning.